# Борзнянський район
Борзня́нський райо́н — колишня адміністративно-територіальна одиниця Чернігівської області України. Розташовувався у східній частині області і межував на півночі з Менським та Сосницьким, на північному сході — з Коропським, на сході — з Бахмацьким, на півдні — з Ічнянським, на південному заході — з Ніжинським і на заході — з Куликівським районами. Площа — 1 600 км². Станом на 2010 рік населення становило 36,3 тисяч осіб. Адміністративний центр — місто Борзна.
Район утворений в березні 1923 року, вдруге (після ліквідації в 1962 році) — в 1965 році. У липні 2020 ліквідований та увійшов у склад Ніжинського району. Питома вага в області: за територією — 5%, за чисельністю населення — 3,2%.

## Географія
Борзнянський район знаходиться на півночі України, на сході Чернігівської області на межі Полісся і лісостепу Придніпровської низовини.

### Геолого-геоморфологічна характеристика
Рельєф місцевості — переважно низинна рівнина (поліська частина) та неглибоко порізана хвилясто-яружна в межах лісостепової частини району.
Велику роль в геологічній будові району, як і усього Чернігівського полісся, відіграють відклади мезозойської геологічної системи. Тріасовий період представлений різноколірними глинами і пісками завтовшки від 50 до 200 м. Над ними, на глибинах 100 — 500 м, залягають юрські відклади. Юрські відклади перекриваються крейдовими, які залягають суцільним шаром. Вони представлені крейдою з прошарками кремнеземів і пісками.
У палеогенному періоді територію сучасної Борзенщини вкривало море, що призвело до накопичення піщаних і глинистих відкладень потужністю понад 100 метрів. На півночі і північному сході району, в долинах річок, палеогенові відклади залягають вище від базису ерозії і беруть участь у будові сучасного рельєфу. Поверхня палеогенових відкладів інтенсивно розмивалась у наступні періоди і тому дуже нерівна. На ній залягають неогенові, а в деяких місцях безпосередньо антропогенові відклади. Неогенові відклади мають континентальне походження, швидко змінюються як у вертикальному, так і в горизонтальному напрямі. Представлені вони шаром різноманітних пісків та глин завтовшки від 5 до 20—30 м.
Взагалі на Чернігівщині за походженням розрізняють льодовикові, водно-льодовикові, алювіальні, озерні, еолові, елювіальні, делювіальні та органогенні відклади. Великий вплив на формування рельєфу мали води часів дніпровського зледеніння, й тому тут переважають його водногенетичні форми. Льодовикові відклади представлені валунними суглинками і пісками червоно-бурого та жовто-бурого кольорів. Середня товщина морени — від 2 до 4 метрів.
Льодовикові та водно-льодовикові форми рельєфу представлені моренними горбами, моренними рівнинами. Наддеснянська вододільна рівнина в окремих пунктах досягає висот 100–120 м. Максимальна висота в районі — 146 м.
Велику роль в сучасних фізико-географічних умовах відіграють антропогенові (четвертинні) відклади. Вони беруть безпосередню участь в будові рельєфу, містять корисні копалини, є материнською породою для ґрунтів, впливають на режим ґрунтових вод. В антропогенових відкладах закладають фундаменти гідротехнічних споруд і житлових будинків, проводять осушувальні канали, прокладають газопроводи, лінії зв'язку, будують дороги.
Кліматичні, гідрологічні і геолого-геоморфологічні умови сприяють місцевому формуванню ґрунтових вод. Їх глибина залягання коливається від 1—3 м на терасах до 5—7 м на вододільних рівнинах. На терасах і в замкнутих пониженнях вододільних рівнин ґрунтові води живлять болота і беруть участь у формуванні ґрунтів, обумовлюючи їх заболоченість.
На півночі району, в басейні Десни — густа річкова сітка. Найбільші річки Десна, Остер, Доч, Сейм, Смолянка, Береза та Борзна. Місцевість дещо заболочена — ділянки між річками мають плоскохвилясту поверхню, на якій є горби і зниження. Площа водного плеса 2109,44 га.
Більше половини території району займають дерново-слабо- і середньопідзолисті ґрунти на суглинках валунів, водно-льодовикових і алювіальних супіщаних і піщаних відкладах. Вони сформувалися під змішаними хвойно-широколистяними лісами. Значно поширені дерново-підзолисті ґрунти в комплексі з дерново-глеєвими і болотними. На лесових легко- і середньо суглинистих відкладеннях утворилися у минулому під широколистяними лісами світло-сірі, сірі і темно-сірі лісові ґрунти. В заплавах Десни і її приток — алювіальні лугові і болотні ґрунти. В лісостеповій зоні великі площі займають чорноземи.
Середній бал родючості ґрунтів (ґрунтово-агрохімічний індекс) по території району — 53 бали. Корисні копалини — поклади торфу, промислові запаси глини і піску.

### Клімат
Клімат помірний атлантико-континентальний з нетривалою помірно-м'якою зимою і теплим тривалим літом (середньорічна температура в січні −7 °C, в липні +19 °C). Період з температурою понад 10 °C — 150–160 днів на рік. Найнижча середньомісячна температура повітря в січні (−16,1 °C) фіксувалася в 1987 році, найбільш висока (+0,7 °C) — в 2007-му. Найнижча середня температура липня (+16,4 °C) спостерігалася в 1935 і 1979 роках, найвища (+24,0 °C) — в 1936 році. Абсолютний мінімум температури −35,9 °C був зафіксований в січні 1987 року, максимум — +41,3 ° — в липні 2010 року.
Останні 100 — 120 років, температура повітря на Борзнянщині, як і в цілому в Чернігівській області, має тенденцію до зростання. Протягом цього періоду середньорічна температура зросла приблизно на 1,5 °C. Найбільше підвищення температури відбулося для першої половини року.
Відносна вологість повітря в середньому за рік становить близько 79%, найменша вона в травні (69%), найбільша — в грудні. Річна кількість атмосферичних опадів 550–660 мм. Понад половина з них припадає на літне півріччя: середня кількість опадів теплого півріччя 359 мм, холодного — 180 мм. Менше всього опадів в березні і жовтні, більше — в червні і липні. Максимальна зафіксована місячна кількість опадів — 119 мм (1947 р.), добова — 77 мм (12 червня 1990 року). Кількість грозових днів в середньому за рік становить 14, з градом — 3, з хуртовиною і снігопадом — 64. Сніговий покрив тримається 95 — 110 днів і, як правило, досягає максимуму в лютому. Висота снігового покрову коливається від 7 до 42 см.
В теплий період домінують північно-західні вітри, в холодний — південно-східні. Максимальна швидкість вітру до 17 метрів за секунду, раз в 5—10 років може сягати 20-21 м/с.

### Флора і фауна

#### Флора й рослинність
Борзнянщина — край поліських і лісостепових ландшафтів, край соснових лісів, заплавних луків і осокових боліт. Через район проходить межа лісостепу (на півдні) і Полісся (північ).
За геоботанічним районуванням територія Борзнянського району належить до Європейської широколистяної області, Східноєвропейської провінції. Північ району ділять між собою Чернігівсько-Сосницький геоботанічний район дубово-соснових та дубових лісів і справжніх луків та Олишівсько-Коропський геоботанічний район дубових лісів ліщинових, справжніх луків і евтрофних боліт, які входить до Східнополіського геоботанічного округу. Південь району належить до Бобровицько-Бахмацького геоботанічного району галофільної рослинності лучних степів, низинних боліт та в'язово-дубових лісів (Бахмацько-Кременчуцький геоботанічний округ).
Різноплановість геоботанічного районування сприяє формуванню різних груп фітоценозів, які представляють майже всі типи рослинності, характерні для поліського та лісостепового районів.
Лісові масиви переважно розташовані на північному заході і північному сході району. Площа лісів 20719 га. Лісотвірними породами є сосна, дуб, осика, береза. У заплавах річок ростуть вільха і верба.
Степова природна рослинність (різнотрав'я) збереглася на схилах балок, берегах річок. Основні площі степових ділянок розорані і зайняті посівами різноманітних сільськогосподарських культур —
пшениці, жита, ячменю, проса, тритикале, кукурудзи, соняшнику, гречки, сої, ріпаку, цукрових буряків тощо.
Активна господарська діяльність людини призвела до появи чималої кількості адвентивної флори (рослин чужоземних видів) в районі. Переважно це бур'яни — галінсога, сухоребрик, вовчки, повитиці, щириці різних видів. Вони засмічують поля, городи, сади, пасовища, ростуть на узбіччях шляхів, смітниках, пустирях, біля жител тощо.

#### Тваринний світ
Тваринний світ представлений лісовими та степовими видами, є акліматизовані види тварин (ондатра, єнот уссурійський, американська норка).
Тут мешкають понад 70 видів ссавців, майже 300 видів птахів, з яких 45 є осілими, а решта або прилітають на гніздування, або зустрічаються під час весняного або осіннього перельотів, 7 видів плазунів, 11 видів земноводних, близько 40 видів риб.
У лісах і степах Борзнянщини водяться дикі кабани, сарни, вивірки, куниці, тхори, борсуки, горностаї, вовки, лисиці. Велика чисельність зайця-русака. Багато птахів — дятли, сови, жайворонки, лелеки, куріпки, дрозди та ін. Значна частина представників фауни борзнянщини занесена до Червоної книги України. Чернігівське полісся — важливий регіон розмноження таких птахів, як тетерев, глухар, рябчик, лебідь-шипун. До Червоної книги України занесені 8 видів ссавців, зокрема хохуля звичайна, тхір степовий, соня садова, 15 видів птахів, у тому числі лелека чорний, орлан-білохвіст, дрофа, беркут, сірий журавель. Великої шкоди сільському господарству наносять польова і лісова миші, сіра і лісова полівки. Шкодять рослинам і тваринам квіткогриз яблуневий, короїд-топограф, шовкопряди, комарі, ґедзі.
Важливу роль в збереженні біорізноманіття відіграють заплави Десни і її приток. Ще 300–400 років тому заплава Десни була вкрита густими широколистяними лісами, від яких подекуди лишилися поодинокі дуби і липи віком понад 100–150 років. В Десні та притоках водиться більше ніж 35 видів риб, серед яких карась, лящ, короп, окунь, щука, вугор, сом, в'юн. У заплавах річок водяться бобри і норки. Багато птахів — диких качок і гусей, лебедів, чапель, гоголів та ін.
У віданні Борзнянського держлісгоспу перебуває 17,9 тисяч га лісу, розташованого в шести районах Чернігівської області.

## Природно-заповідний фонд

### Ботанічні заказники
Пасіка, Плющеве, Юрківщина.

### Гідрологічні заказники
Бабакове, Бідновщина, Борнище, Гнилиця, Кисличне, Лебединське, Мялине, Оривцьове, Пайка-Кривча, Плютине, Поповичове, Прохоренків острів, Синичне, Смолянське, Сорока, Топило, Федорове, Чорторій.

### Ландшафтні заказники
Макошинський (частина).

### Ботанічні пам'ятки природи
Група вікових дубів, Березовий Гай, Високопрачівська Дача, Лісовий дендрарій.

### Геологічні пам'ятки природи
Гордонова Гора.

### Гідрологічні пам'ятки природи
Озеро «Ворона», Трубин (загальнодержавного значення).

### Зоологічна пам'ятки природи
Лаврик.

### Заповідні урочища
Базарщина.

## Історія
Поселення епохи неоліту були виявлені археологами поблизу села Гришівка. Крім того, біля Гришівки було знайдено поселення епохи бронзи і сліди скіфо-сарматської культури VIII—III століть до н. е. Залишки поселень бронзової доби знайдені також під Кинашівкою, Носелівкою, Оленівкою.
Скіфські кургани VII—II століть до н. е. збереглися під Борзною, біля Комарівки, Червоного Озера.
Під Борзною знайдене поселення черняхівської культури (II—VI століть). Ранньослов'янське поселення II—V століть — біля Плисок.
Літописний «Град Всеволож», про який йдеться в Никонівському літописі, знаходиться на Борзнянщіні. Нині це село Сиволож у 27 км від Борзни. Від Всеволожа залишилося городище XI—XII століть Городища періоду Київської Русі знайдені також в Борзні, Ядутах, Великій Дочі. В Борзні і Нових Млинах були знайдені скарби арабських монет VII—VIII століть.
Предтечею сучасного Борзнянського району слід вважати Борзнянський полк — військову і адміністративно-територіальну одиниця часів Козацько-Гетьманської держави. Полк з полковим центром в Борзні був створений у 1648 році на початку Визвольної війни українського народу. 1649 року полк був ліквідований, а його територія включена до Чернігівському полку. Однак в 1654 році Борзенський полк був відновлений, а в 1655 році знов, тепер назавжди, ліквідований і приєднаний до Ніжинського полку. До ліквідації Гетьманщини Борзна була центром сотні Ніжинського полку.

Борзнянський повіт на карті. XIX століття

В останній чверті XVIII століття російським урядом активно впроваджувався курс на ліквідацію полково-сотенного устрою на Лівобережній Україні. Проведення адміністративно-територіальної реформи було здійснено без урахування колишніх кордонів полків і сотень та повністю зруйнувало адміністративну систему Гетьманської держави.
В 1781 році у складі Чернігівського намісництва був створений Борзнянський повіт, який складався з 10 волостей. З 1796 року Борзенський повіт входив до складу Малоросійської, а з 1802 року — Чернігівської губернії.
Після реформи 1834–1838 років, яка передбачала укрупнення волостей, Борзенський повіт включав чотири волості: Іченську, Комарівську, Шаповалівську та Івангородську. Крім того, у повітах створювалися окремі адміністративні одиниці — округи (в Борзенському повіті — Бєловезький округ, в якому проживали колоністи).
Унаслідок нескінчених адміністративно-територіальних реформ в Російській імперії територія і склад Борзенського повіту неодноразово змінювалися. Наприкінці XIX століття він являв собою майже правильний прямокутник площею 2 589 верст². Повіт складався з 3 станів, 13 волостей. На заході межував з Ніжинським, на півдні з Сосницьким, на сході з Конотопським повітами Чернігівської губернії. а на півдні — з Прилуцьким повітом Полтавської губернії.
Після утворення Української Радянської Соціалістичної Республіки в Україні відбулися зміни в адміністративно-територіальному поділі: ліквідувався поділ губерній на повіти і волості. Вводився адміністративно-територіальний поділ на округи та райони. Із 2—3 повітів створювалася округа, із декількох волостей — район.
7 березня 1923 року Президія ВУЦВК прийняла постанову № 313 «Про адміністративно-територіальний поділ Чернігівщини». Прийнятою постановою Чернігівщина була поділена на п'ять округ. З Борзенського, Конотопського, і Кролевецького повітів створювався Конотопська округа у складі 11 районів — Алтинівського, Батуринського, Бахмацького, Борзенського, Дмитрівського, Карабутівського, Коропського, Кролевецького, Парафіївського, Плисківського і Конотопського. З утворенням 5 жовтня 1932 року в складі УРСР Чернігівської області Борзенський район переданий до її складу.

Ленін як символ епохи. Будинок Борзнянської РДА

«Хрущовський» період в історії СРСР характеризувався бурхливими змінами усіх сфер життя Радянського Союзу, а відтак і УРСР. Під лозунгом «Догнать и перегнать Америку» в УРСР в 1959–1964 роках відбувалася ліквідація та укрупнення районів областей, утворення промислових районів, укрупнення сільських районів. У 1959 р. до Борзнянського району приєднана частина ліквідованого Комарівського району.
Згідно з Указом Президії Верховної Ради УРСР № 35 «Про укрупнення сільських районів Української РСР» від 30 грудня 1962 року сільські райони укрупнювались до розмірів територій виробничих колгоспно-радгоспних управлінь. Згідно з цим указом був ліквідований і Борзенський район.
Однак вже в 1965 році Указом Президії ВР УРСР № 64 «Про внесення змін в адміністративне районування Української РСР» від 4 січня «у зв'язку з об'єднанням промислових і сільських обласних рад депутатів трудящих України та враховуючи пропозиції про розукрупнення районів» створено 393 райони. За цим указом був відроджений і Борзнянський район зі звичною сьогодні назвою.
05.02.1965 Указом Президії Верховної Ради Української РСР передано Обмачівську Борзнянського району до складу Бахмацького району Чернігівської області, а Петрівську Ічнянського району — до складу Борзнянського району.
У липні 2020 ліквідований та увійшов у склад Ніжинського району.

### Епідемія коронавірусу
28 березня 2020 року в Чернігівській області в Борзнянському районі було зареєстровано перший випадок інфікування COVID-19. 29 березня було повідомлено про ще одну підозру на коронавірус, також в Борзнянському районі.

## Адміністративно-територіальний поділ

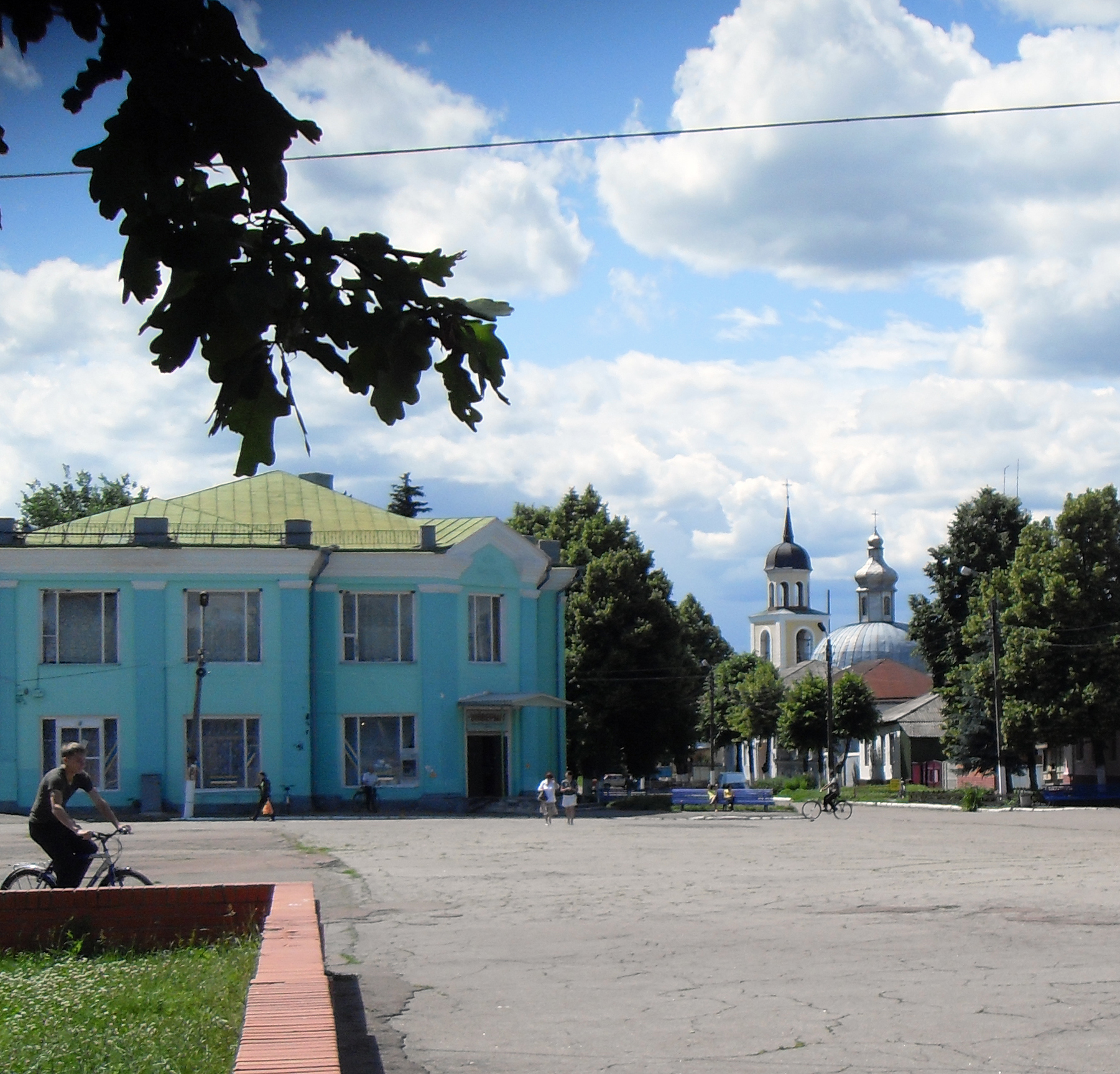
Центральна площа Борзни

Адміністративно район складається з однієї міської і 26-ти сільських рад.
На території міської ради розташовані місто Борзна та 4 сільських населені пункти. 10 сільських рад мають у своєму складі по одному населеному пункту, 7 — по два, 9 — три і більше.
В районі одне місто — Борзна і 62 села, з яких в п'ятьох проживає по 10 і менше мешканців.
Районний центр — місто Борзна. Воно лежить на берегах річки Борзенки, за 104 км на південний схід від Чернігова, за 12 км від залізничної станції Доч на лінії Бахмач — Гомель, та за 2 км від автодороги Київ — Москва. Місто засноване на початку XVI століття. З 1781 року — повітове місто Борзнянського повіту, а з 1923 — Борзнянського району. З 1966 року — місто обласного значення Чернігівської області. Чисельність населення — 10,8 тис. осіб.
Промисловий центр району.
Найбільші села — Комарівка, Ядути, Високе, Хороше Озеро, Берестовець, Головеньки, Нові Млини, Оленівка, Прохори.

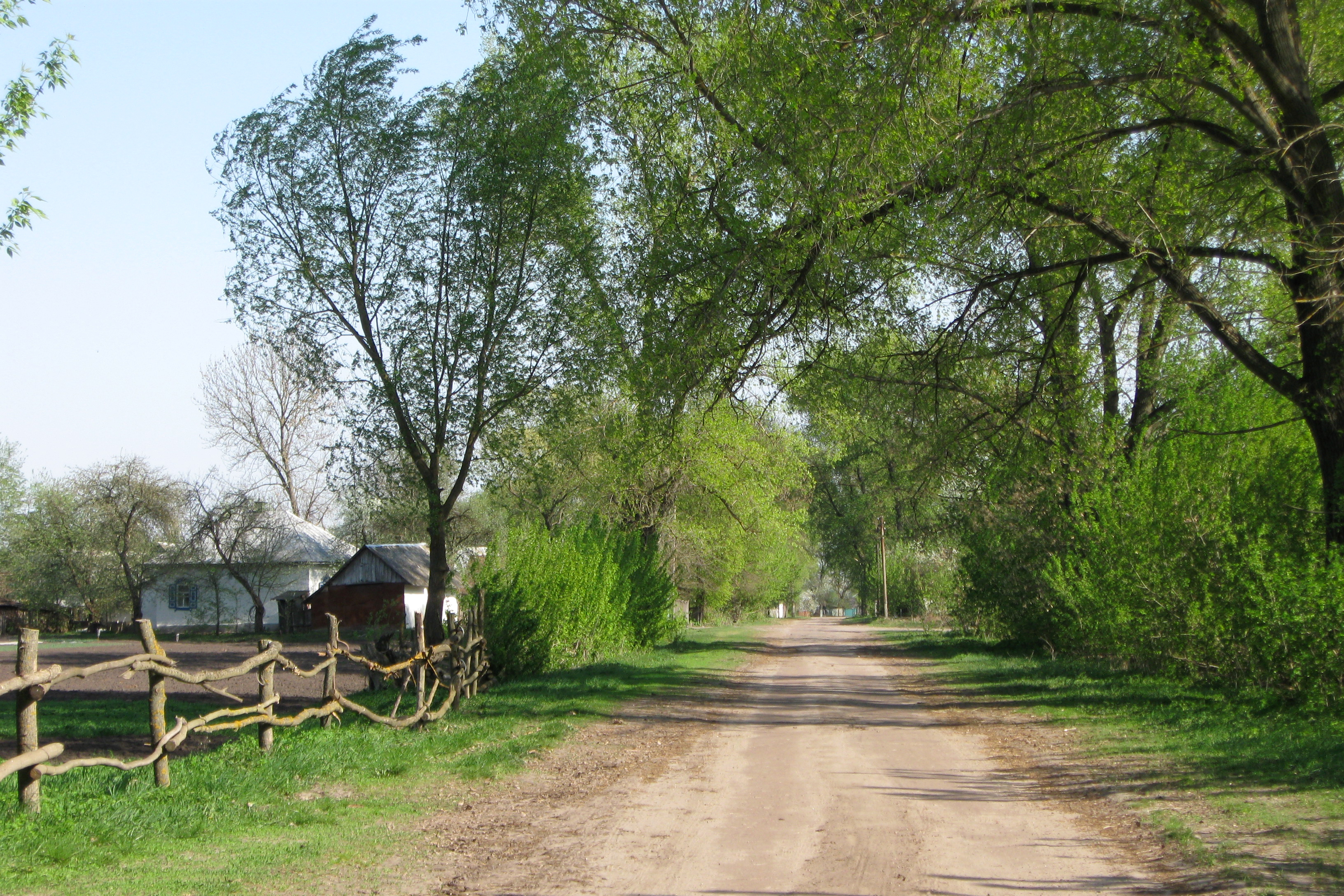
Хороше Озеро
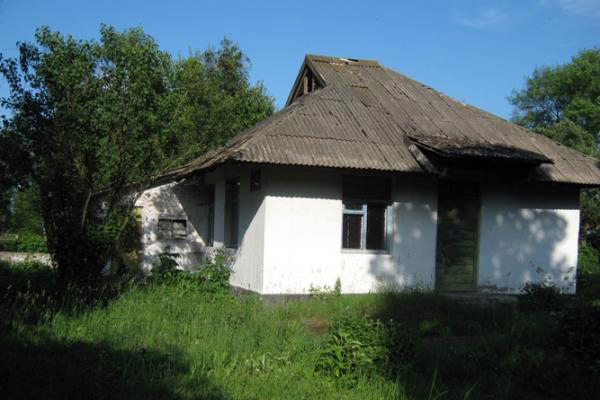
Красносільське
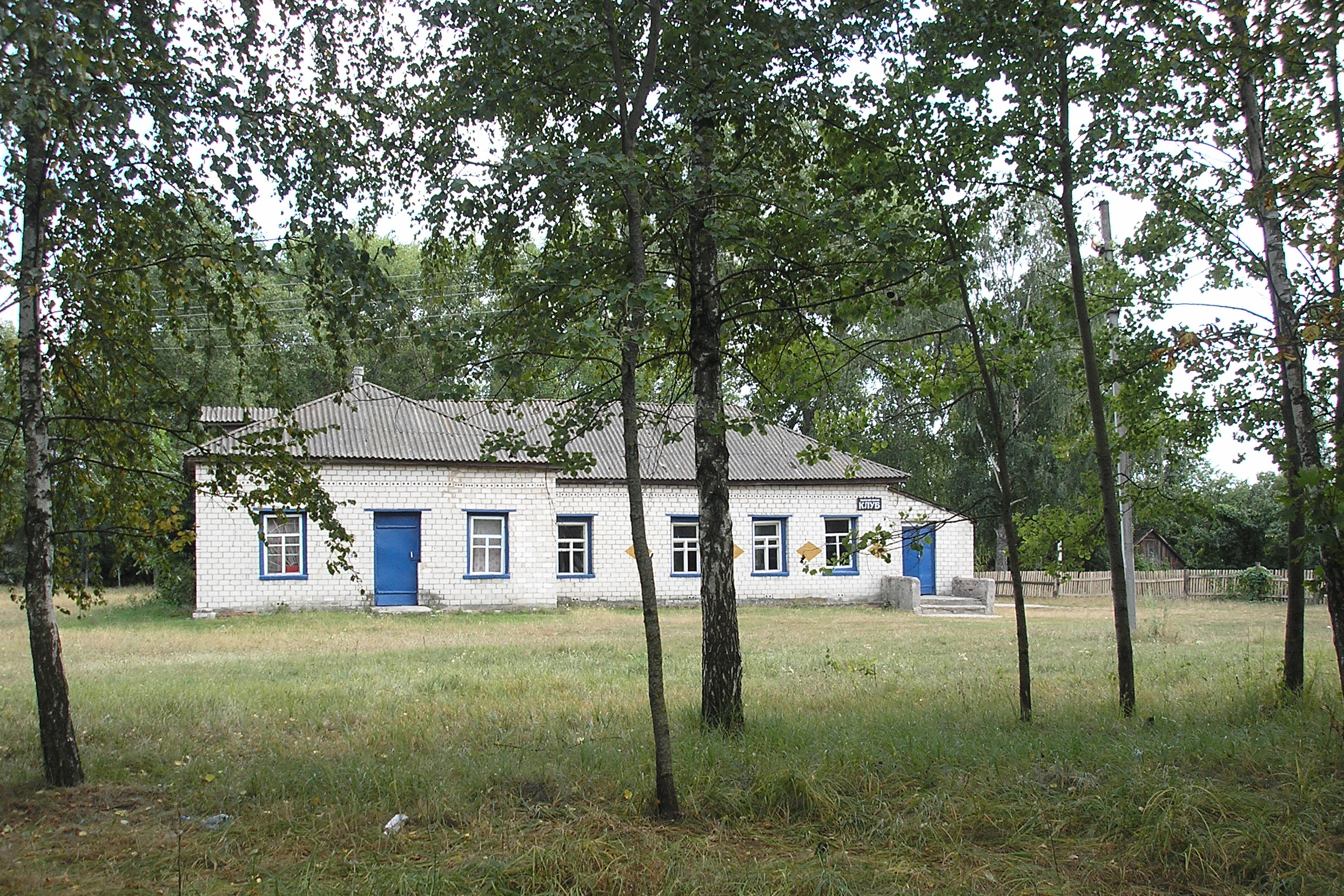
Сидорівка
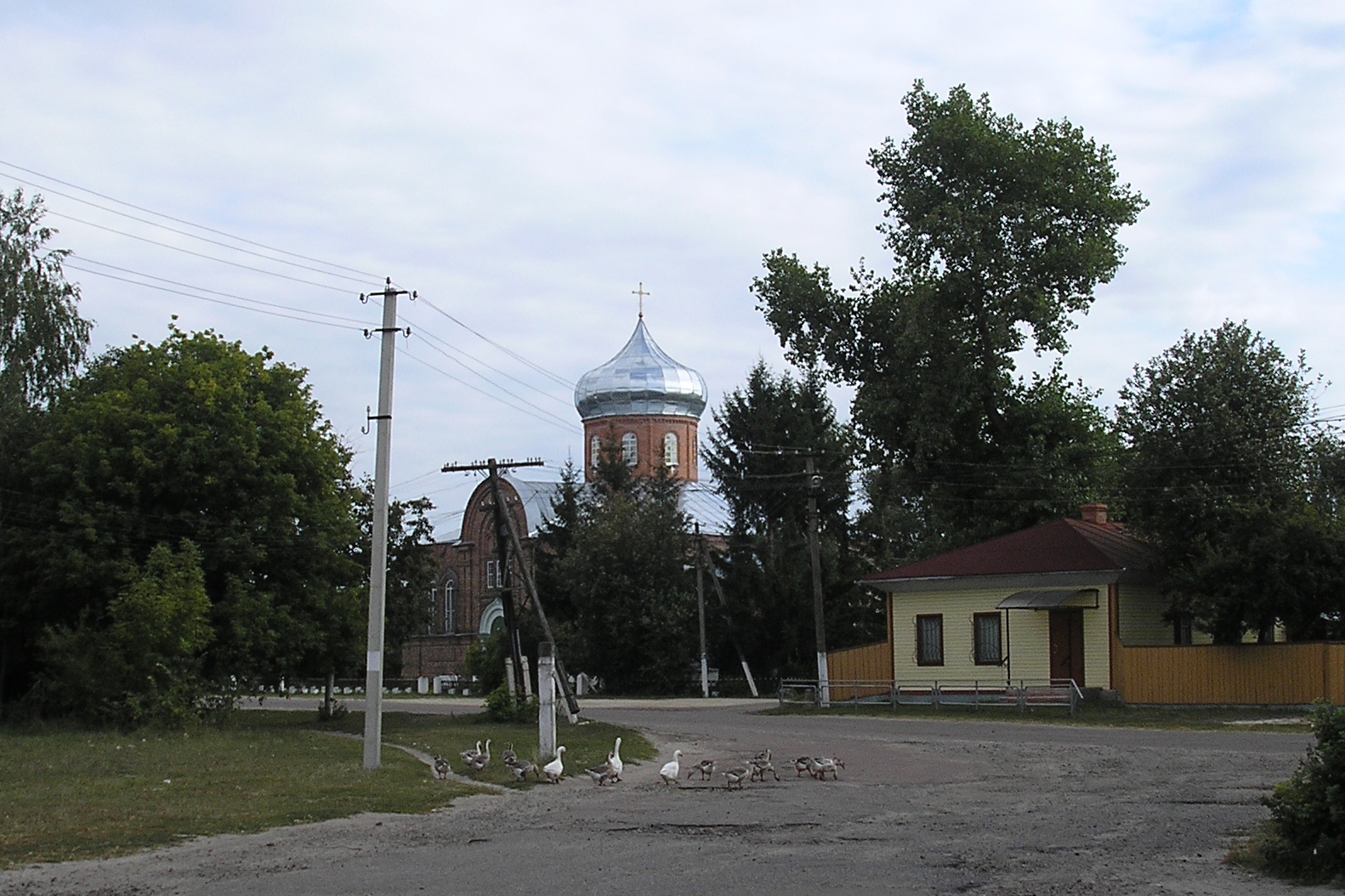
Берестовець

## Населення
Розподіл населення за віком та статтю (2001)
| Стать | Всього | До 15 років | 15-24 | 25-44 | 45-64 | 65-85 | Понад 85 |
| --- | ------ | ----------- | ----- | ----- | ----- | ----- | -------- |
| Чоловіки | 19 614 | 3317        | 2207  | 5239  | 5261  | 3473  | 117      |
| Жінки | 23 941 | 3144        | 2064  | 4989  | 6215  | 6846  | 683      |
| \| Статево-вікова піраміда \| Статево-вікова піраміда \| Статево-вікова піраміда \| \| ----------------------- \| ----------------------- \| ----------------------- \| \| Чоловіки \| Вік \| Жінки \| \| 117 \| 85 + \| 683 \| \| 225 \| 80-84 \| 810 \| \| 786 \| 75-79 \| 2014 \| \| 1308 \| 70-74 \| 2398 \| \| 1154 \| 65-69 \| 1624 \| \| 1582 \| 60-64 \| 2259 \| \| 830 \| 55-59 \| 1040 \| \| 1330 \| 50-54 \| 1427 \| \| 1519 \| 45-49 \| 1489 \| \| 1607 \| 40-44 \| 1532 \| \| 1280 \| 35-39 \| 1238 \| \| 1165 \| 30-34 \| 1096 \| \| 1187 \| 25-29 \| 1123 \| \| 1030 \| 20-24 \| 998 \| \| 1177 \| 15-20 \| 1066 \| \| 1385 \| 10-14 \| 1369 \| \| 1114 \| 5-9 \| 991 \| \| 818 \| 0-4 \| 784 \| |        |             |       |       |       |       |          |
| Статево-вікова піраміда |        |             |       |       |       |       |          |
| Чоловіки | Вік    | Жінки       |       |       |       |       |          |
| 117 | 85 +   | 683         |       |       |       |       |          |
| 225 | 80-84  | 810         |       |       |       |       |          |
| 786 | 75-79  | 2014        |       |       |       |       |          |
| 1308 | 70-74  | 2398        |       |       |       |       |          |
| 1154 | 65-69  | 1624        |       |       |       |       |          |
| 1582 | 60-64  | 2259        |       |       |       |       |          |
| 830 | 55-59  | 1040        |       |       |       |       |          |
| 1330 | 50-54  | 1427        |       |       |       |       |          |
| 1519 | 45-49  | 1489        |       |       |       |       |          |
| 1607 | 40-44  | 1532        |       |       |       |       |          |
| 1280 | 35-39  | 1238        |       |       |       |       |          |
| 1165 | 30-34  | 1096        |       |       |       |       |          |
| 1187 | 25-29  | 1123        |       |       |       |       |          |
| 1030 | 20-24  | 998         |       |       |       |       |          |
| 1177 | 15-20  | 1066        |       |       |       |       |          |
| 1385 | 10-14  | 1369        |       |       |       |       |          |
| 1114 | 5-9    | 991         |       |       |       |       |          |
| 818 | 0-4    | 784         |       |       |       |       |          |

Національний склад населення за даними перепису 2001 року:
| Національність | Кількість осіб | Відсоток |
| -------------- | -------------- | -------- |
| українці       | 42673          | 97,97 %  |
| росіяни        | 652            | 1,50 %   |
| білоруси       | 67             | 0,15 %   |
| цигани         | 44             | 0,10 %   |
| молдовани      | 23             | 0,05 %   |
| інші           | 96             | 0,22 %   |

Мовний склад населення за даними перепису 2001 року:
| Мова       | Кількість осіб | Відсоток |
| ---------- | -------------- | -------- |
| українська | 42871          | 98,43 %  |
| російська  | 606            | 1,39 %   |
| білоруська | 32             | 0,07 %   |
| молдовська | 11             | 0,03 %   |
| вірменська | 10             | 0,02 %   |
| інші       | 25             | 0,06 %   |

Чисельність населення (станом на 01.01.2010) — 36 252 осіб.
Щільність населення (постійного) — 22 осіб на кв.км.
Динаміка змін чисельності населення Борзнянського району (2001–2007 роки). Джерело
Співвідношення різних груп населення Борзнянського району (на 2010 рік). Джерело
| Народилося дітей | Померло мешканців | Укладено шлюбів | Відбулося розлучень |
| ---------------- | ----------------- | --------------- | ------------------- |
| 276              | 1019              | 174             | 102                 |

Примітка: таблиця складена за даними джерела

## Транспорт і зв'язок
Основними видами транспорту є залізничний і автомобільний.

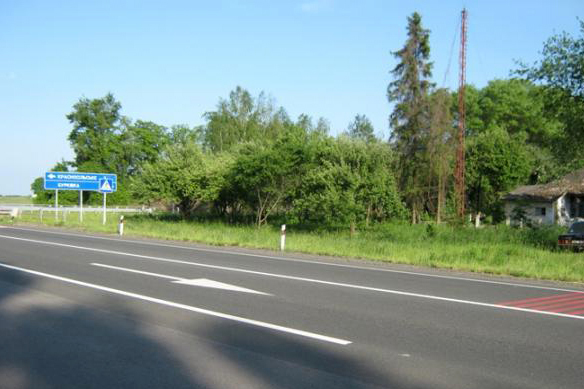
Автотраса Київ — Москва, 720-й км

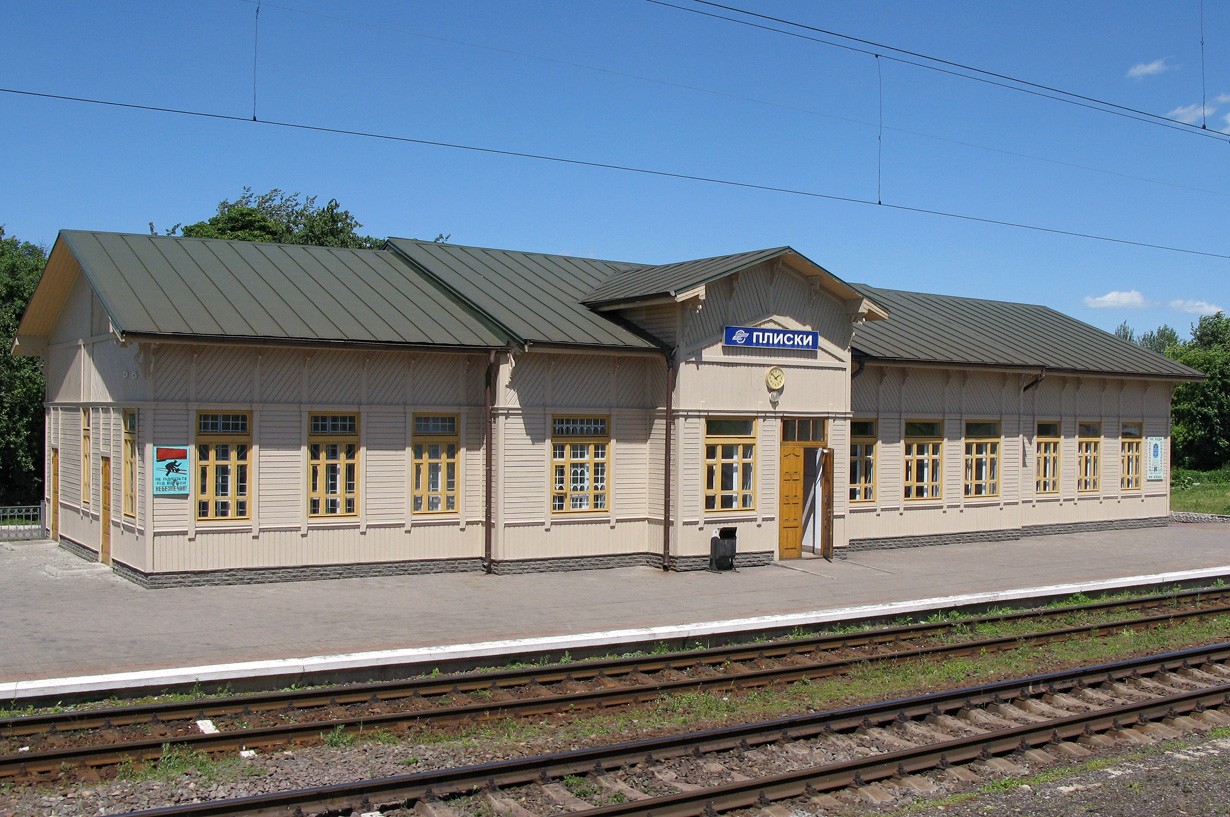
Станція Плиски Південно-Західної залізниці

Через район пролягають міжнародний автошлях М02E101 Київ — Москва, залізничні лінії Бахмач — Гомель і Київ — Ніжин — Бахмач Південно-Західної залізниці. Найбільші станції для вантажо-пасажирських перевезень — Доч, Плиски, Крути.
89% населених пунктів зв'язані з райцентром дорогами з твердим покриттям.
Автоперевізник — ТОВ АТП-17448. До середини 90-х років в Борзні працювала автостанція, з якої ходили рейсові автобуси на Київ, Чернігів, Бахмач, Ніжин, Ічню, Конотоп, Глухів тощо. Однак в часи економічної кризи автостанцію закрили. Сьогодні нерегулярні пасажирські транспортні перевезення здійснюють приватні перевізники.
В Борзні функціонує районний вузол зв'язку з відділеннями ДП поштового зв'язку «Укрпошта» і ВАТ «Укртелеком» (Борзна, вул. Пантелеймона Куліша,100). Усі населенні пункти району (за винятком села Клипино) телефонізовані. Міжміський телефонний код — 4653. Кількість абонентів АТС — 6810.

## Економіка
У економіці переважає сільське господарство. Борзна — єдиний відносно великий промисловий центр району. Напрямки спеціалізації району: у промисловості — кондитерські вироби, спирт, макаронні вироби, хліб і хлібобулочні вироби; у сільському господарстві: зерно-бурячне рослинництво, м'ясо-молочне тваринництво, почало відроджуватися птахівництво.

### Первинний сектор
Всього в районі 82 сільськогосподарські підприємства, у тому числі 46 недержавних підприємств, 35 фермерських господарств.
На полях реформованих сільгосподарств господарств вирощуються картопля, зернові, технічні та кормові культури. Виробляється продукція тваринництва, відроджується птахівництво.
Найпотужніші сільськогосподарські підприємства району:
- Товариство з обмеженою відповідальністю «Борзна-Агроінвест» (м. Борзна, пров. Урицького, 25). Генеральний директор — Іваній Іван Григорович. Фермерське господарство, виробничо-торговельна фірма. Сфера діяльності — вирощування пшениці, жита, ячменю, проса, тритикале, кукурудзи, соняшнику, гречки, сої, ріпаку, цукрових буряків, їх тривале зберігання і переробка; виробництво і реалізація борошна, круп, хліба.
- Товариство з обмеженою відповідальністю «Борзна-агроптахопродукт» (м. Борзна, пров. Урицького, 20). Директор — Іваній Іван Григорович. Птахофабрика. Сфера діяльності — вирощування молодняка птиці, тваринництво.
- Закрите акціонерне товариство «Красносільське» (Борзнянський р-н, с. Красносільське, вул. Леніна, 41). Голова правління — Шеїн Іван Йосипович. Сільськогосподарське підприємство вирощує, зберігає та переробляє пшеницю, жито, ячмінь, зернобобові культури, картоплю, цукрові буряки, кормові культури; займається м'ясо-молочним і м'ясним тваринництвом, птахівництвом.
- Дослідне господарство «Іванівка» Чернігівського інституту агропромислового виробництва НААНУ (Борзнянський р-н, с. Іванівка, вул. Перемоги, 5). Директор — Столярук Анатолій Мусійович. Сфера діяльності підприємства — виробництво оригінального, елітного та репродукційного насіння сільськогосподарських культур, вирощування племінного молодняку худоби, проведення наукових дослідів і впровадження науково-технічних розробок.

### Вторинний сектор
Найбільші промислові підприємства району:
- Закрите акціонерне товариство Фабрика печива «Борзна» (Борзна, вул. Ганни Барвінок, 3). Голова правління — Алімова Марія Євгеніївна. Компанія виробляє бісквіти та печиво, пряникові вироби, здобне печиво.
- Державне підприємство «Шабалинівський спиртовий завод» концерну «Укрспирт» (Борзнянський р-н, с. Іванівка, вул. Заводська, 1). Директор — Д'якова Людмила Миколаївна. Підприємство виробляє етиловий спирт, скраплений діоксид вуглецю.
- Закрите акціонерне товариство «Борзнянський цегельний завод» ВО «Чернігівбудматеріали» (м. Борзна, вул. Красносільського, 46). Підприємство виробляє вироби з каменю стінового бетонного, керамічну цеглу, іншу неметалеву мінеральну продукцію.
- Відкрите акціонерне товариство «Квадр» (м. Борзна, вул. Красносільського, 44). Директор — Котліцький А. В. Підприємство виготовляє електронне обладнання для телефонних станцій, АОНи, інші вузли електронної апаратури, здійснює модернізацію телефонних станцій.
- Приватне підприємство «Кронос» (м. Борзна, вул. Красносільського, 44). Директор — Підлипський Анатолій Васильович. Підприємство виготовляє запчастини для сільгосптехніки, бури для посадки хмелю і винограду, вакуумні насоси.

Будівництво на Борзнянщині ведуть шість будівельних організацій різних форм власності. Найбільші з них — «Борзнянський райавтодор», ПМК-116, ВАТ «Чернігівводбуд», управління осушних систем.

### Третинний сектор
В районі функціонують 102 заклади торгівлі (магазини, кіоски, кафе, їдальні, автозаправні станції). Підприємницькою діяльністю займаються близько 500 осіб (кількість підприємств малого бізнесу на 1000 жителів — 4). Діючих підприємств малого бізнесу — 141 (станом на 2008 рік).

## Культура, освіта
В районі працюють районний будинок культури, 24 сільських будинків культури, 2 будинки народної творчості, 7 клубів, 4 клуби-бібліотеки, кінотеатр, центральна районна та центральна дитяча бібліотеки, 39 сільських бібліотек-філій, музична школа, народний історико-краєзнавчий музей. При районному будинку культури діє народний театр.
В 36-ти загальноосвітніх школах району навчається понад 3,5 тисяч дітей. 15 дошкільних дитячих установ розраховані на понад 500 малюків.
У Борзні діють Державний сільськогосподарський технікум, гімназія імені П. Куліша, загальноосвітня школа-інтернат, будинок дитячої та юнацької творчості, дитячо-юнацька спортивна школа.
Борзнянський державний сільськогосподарський технікум (м. Борзна, вул. О.Десняка, 23). Заснований у 1898 році. На денному відділенні, на основі повної та базової середньої освіти, здійснюється підготовка спеціалістів п'яти профілів: бухгалтерський облік, агрономія, бджільництво, організація і технологія ведення фермерського господарства і зберігання, консервування та переробка плодів і овочів на відділеннях агрономії та бджільництва. На заочному відділенні готують молодших спеціалістів по бджільництву та бухгалтерському обліку. На базі технікуму функціонує навчально-консультаційний пункт Сумського національного аграрного університету.
Гімназія імені Пантелеймона Куліша (м. Борзна, вул. Б.Хмельницького, 1). Гімназія готує випускників з поглибленим вивченням предметів математичного та гуманітарного напрямків. Гімназія розташована в історичному будинку в якому з 1912 року діяло Вище початкове училище (1824–1912 — повітове училище).

## Спорт
Спортивним вихованням молоді району займається Борзнянська районна дитячо-юнацька спортивна школа (м. Борзна, вул. Красносільського, 33). Найпопулярніший вид спорту — футбол.
Футбольний клуб «Єдність» з села Плиски — єдиний сільський клуб, що грає на професіональному рівні в чемпіонаті України з футболу. Найвище досягнення клубу в Кубку України: 1/8 фіналу 2009–2010.
Аматорські футбольні клуби «Єдність-2» і «Борзна-Юність» — учасники і призери чемпіонатів і кубків Чернігівської області серед аматорів.
Багато років поспіль організовував у Борзні дитячі футбольні турніри великий ентузіаст спорту, депутат Борзнянської районної ради Микола Майба. На його пам'ять на районному стадіоні «Колос» проводиться Всеукраїнський турнір з футболу пам'яті Миколи Майби. В турнірі беруть участь дитячі футбольні команди не тільки з Чернігівської області, а і з Броварів, Славутича тощо

.
Борзнянська команда з міні-футболу неодноразово виходила в фінальну частину Всеукраїнського турніру «Кубок Хюндай»
.
В 2013 році в розіграші Кубку Борзнянського району з футболу брали участь 16 команд:
- ФК «Хороше Озеро» (Хороше Озеро)
- ФК «Єдність» (Плиски)
- ФК «Зміна» (Борзна)
- ФК «Юність» (Борзна)
- ФК «Берестовець» (Берестовець)
- ФК «Олімпія» (Оленівка)
- ФК «Зірка» (Носелівка)
- ФК «Юність» (Забілівщина)
- ФК «Агрікор-Хвиля» (Ядути)
- ФК «Петрівка» (Петрівка)
- ФК «Всеволож» (Сиволож)
- ФК «Фортуна» (Комарівка)
- ФК «Темп-Ветеран» (Борзна)
- ФК «Зоря» (Мала Загорівка)
- ФК «Іскра» (Кинашівка)
- ФК «Деметра» (Смоляж)

Переможцем стала команда ФК «Єдність» з Плисок.

## Медицина
Медичні послуги надають Борзнянська центральна районна лікарня, 4 дільничних лікарні, 6 лікарських амбулаторій та 32 фельдшерсько-акушерських пункти.
За даними Чернігівської ОДА, фінансування медичних закладів, у тому числі Борзнянського району, здійснюється централізовано з обласного бюджету у вигляді кредитів для виконання інвестиційного проєкту «Забезпечення лікувально-профілактичних закладів обладнанням, транспортними засобами, виробами медичного призначення та лікарськими засобами». В райони закупаються спеціалізовані легкові автомобілі, медичне обладнання і апаратура
 .
В той же час, порівняльний аналіз свідчить про скорочення загальної чисельності медичних закладів району, насамперед сільських дільничих лікарень. Для порівняння: в 2007 році в Борзнянському районі діяли центральна районна лікарня, 8 дільничних лікарень, 3 амбулаторії та 32 фельдшерсько-акушерських пункти
 .

## Пам'ятки

### Архітектура
В селі Нові Млини знаходиться мурована Свято-Троїцька церква 1800 року, яка внесена до списку пам'яток історії, монументального мистецтва та археології національного значення Державного реєстру нерухомих пам'яток України (об'єкт 79-Н 0, порядковий № 3414). Церква діюча, належить Свято-Троїцькій парафії Борзнянського благочиння УПЦ (МП).
До пам'яток архітектури місцевого значення відносяться муровані борзнянські Свято-Миколаївський храм (1768 р., дзвіниця 1864 р., добудований в 1903 р., відреставрований в 2009 р.), Свято-Воскресенська (1857 р., відреставрована на початку 2000-х) і Свято-Василівська (початок ХХ ст., відреставрована на початку 2000-х) церкви. Усі храми діючі УПЦ (МП) . Відбудовується церква Різдва Христового (1905 р., збудовано на місті храму 1788 року). В селі Комарівка — Михайлівська церква (1897 р.). В селі Головеньки знаходиться перлина дерев'яного зодчества початку XIX століття — церква Архістратига Михаїла.
В Борзні і селах збереглася значна кількість будинків, господарських споруд, млинів XIX — початку ХХ століття. Деякі з них — справжні витвори мистецтва.

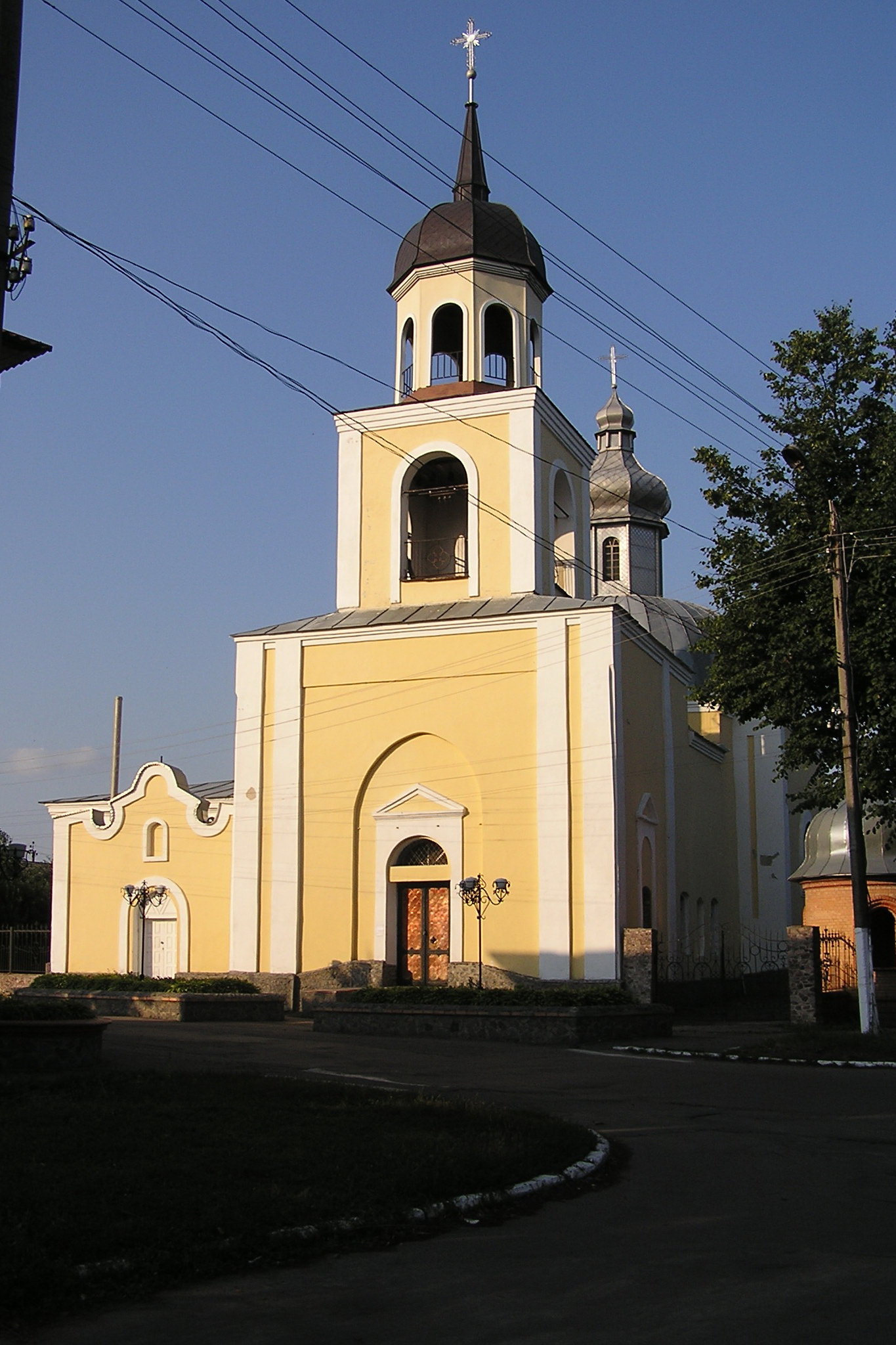
Свято-Миколаївська церква. Борзна
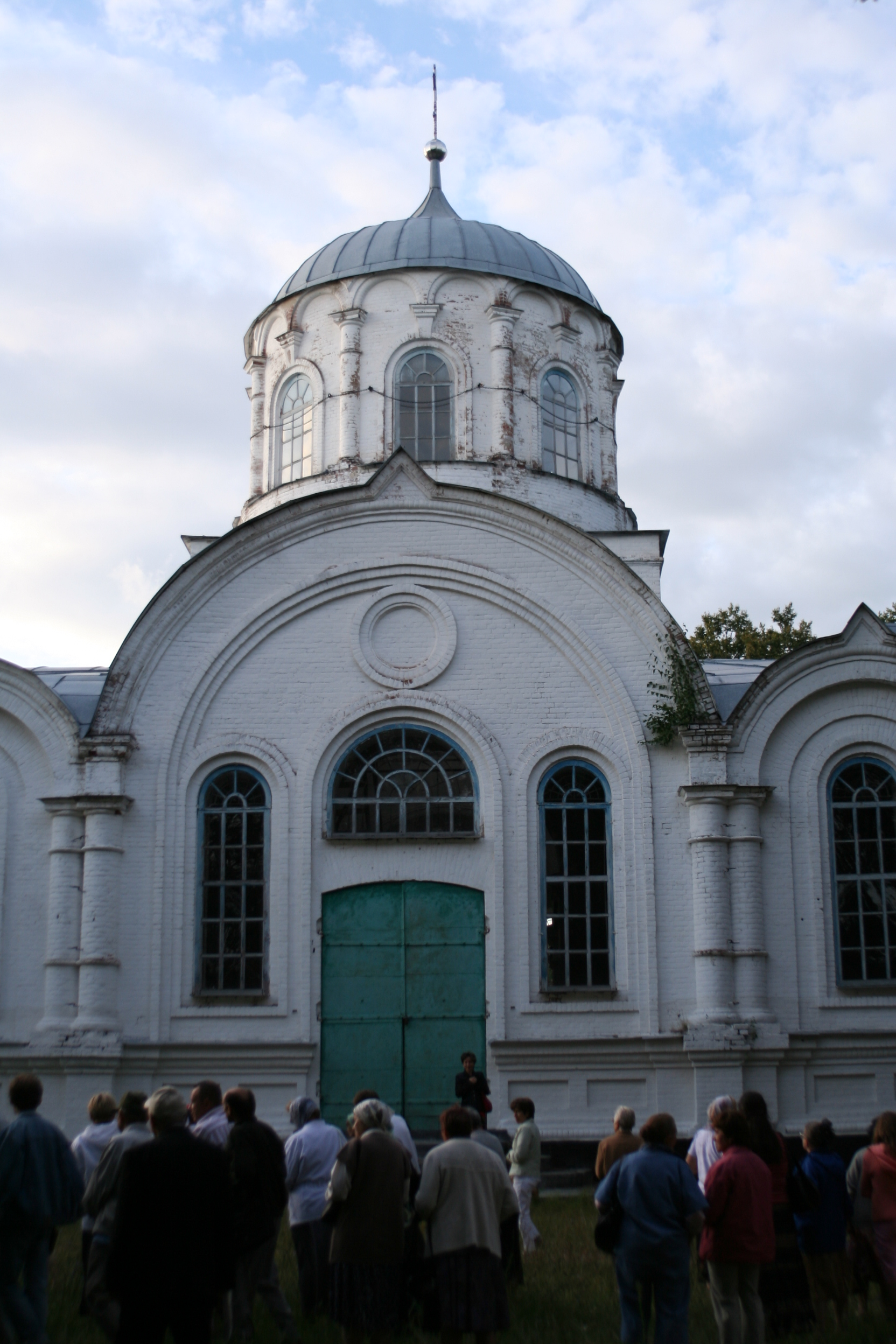
Свято-Михайлівська церква. Комарівка
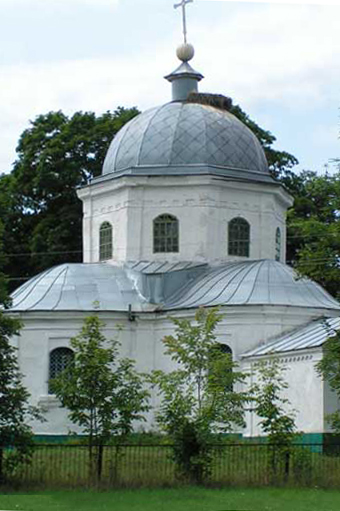
Свято-Троїцька церква. Нові Млини
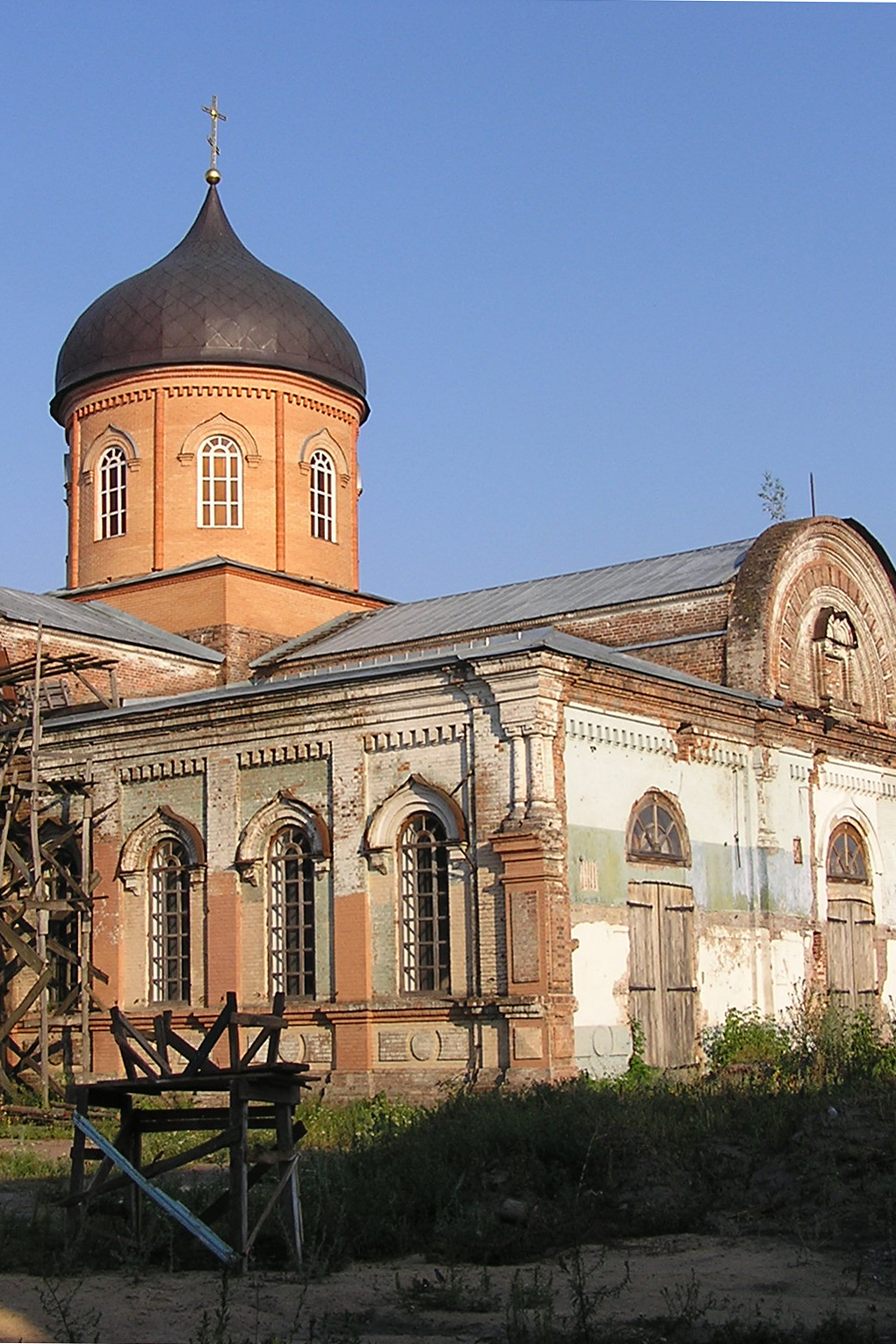
Церква Різдва Христового. Борзна

### Музеї і заповідники
У 2002 році на хуторі Мотронівка під Борзною, де колись проживав видатний письменник і етнограф Пантелеймон Куліш, створений Обласний історико-меморіальний музей-заповідник «Ганнина Пустинь» (Борзна, хут. Мотронівка).
Маєток Кулішів займає 9,6 га. Центральне місце в музейному комплексі займає хата, що є точною копією тієї, в якій мешкали Куліші. В ньому розміщена музейна експозиція. Поряд з будинком — місце поховання подружжя Кулішів та брата Олександри Білозерської-Куліш — Василя Білозерського, одного з організаторів Кирило-Мефодіївського братства. На могилах встановлені мармурові плити і хрести. Навпроти — дубовий хрест майже 10-ти метрової висоти і золотоверха каплиця. За липовою алеєю, відтвореною за старими фотографіями, скульптурна композиція з пам'ятниками Пантелеймону Кулішу і Ганні Барвінок. До хутора часто приїздять відвідувачі. Тут проводяться літературні гостини, історико-культурні конференції, мистецьки заходи.

Історико-меморіальний музей-заповідник «Ганнина Пустинь»
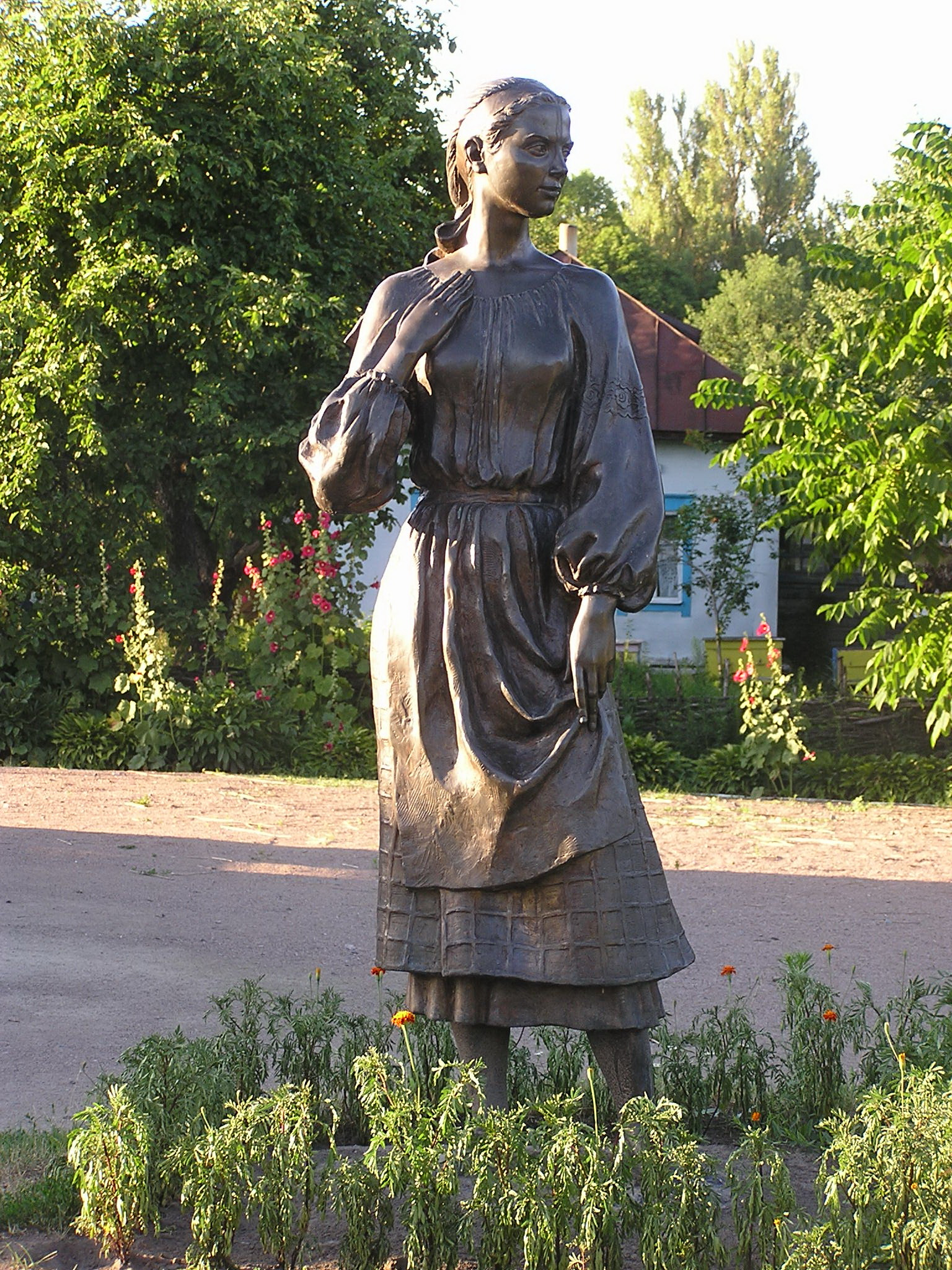
Письменниця і громадський діяч Олександра Білозерська (Ганна Барвінок)
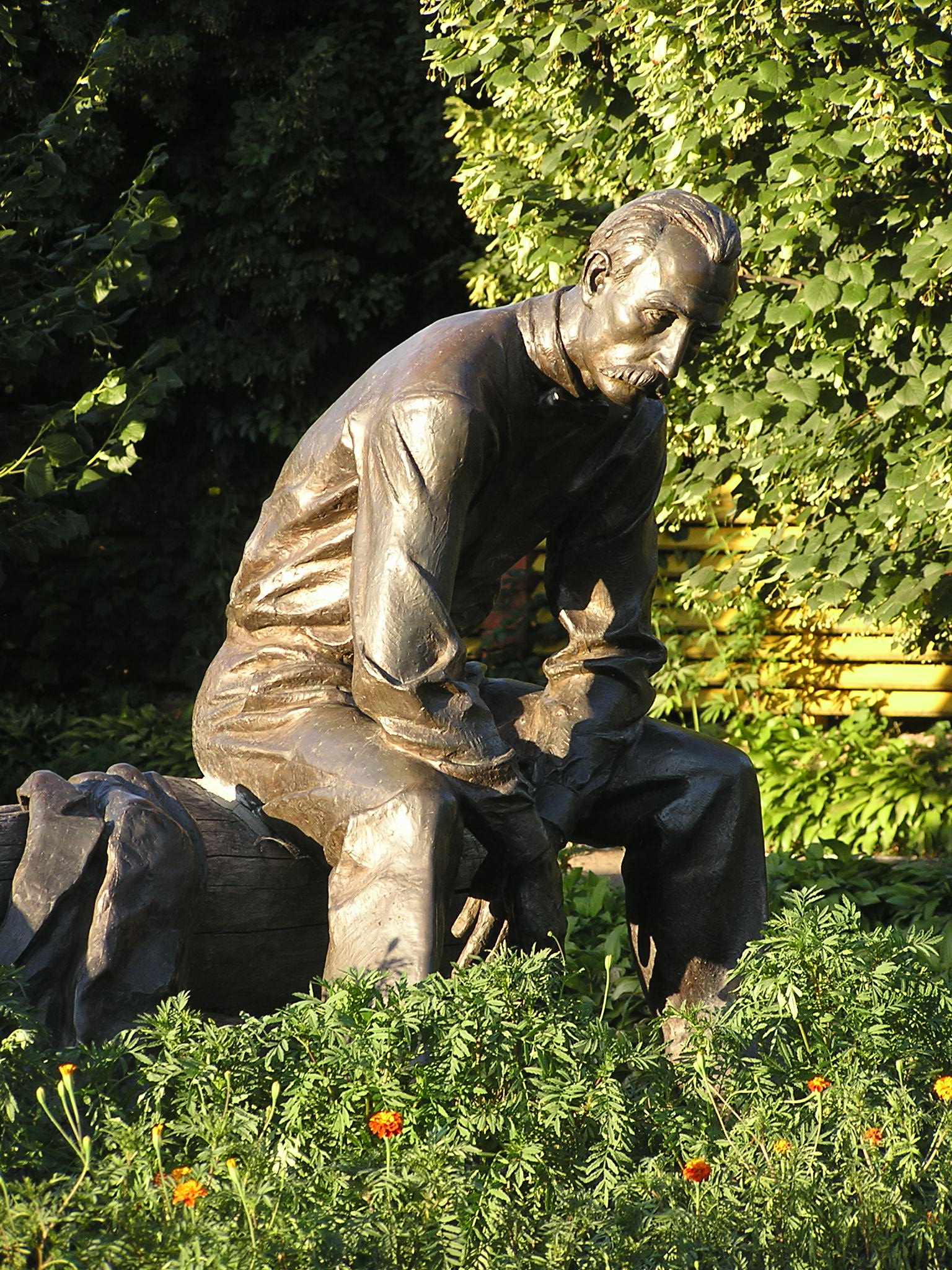
Письменник, поет, драматург Пантелеймон Куліш
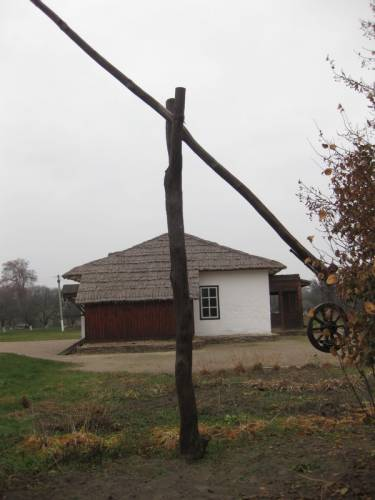
Колодязь-журавель в історико-меморіальному музеї «Ганнина Пустинь»
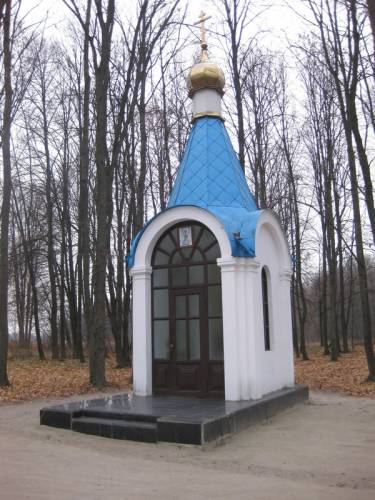
Каплиця на місці поховання П. Куліша, О. Білозерської-Куліш і В. М. Білозерського

У 1996 році в Борзні відкрився після реконструкції Музей-садиба народного художника України Олександра Саєнка (Борзна, вул. Партизанська, 58), який діє сьогодні не лише як музей митця, а і як осередок збереження, примноження та поширення історії, культури та традицій Борзнянщини. Щороку тут проводяться зустрічі з відомими людьми — уродженцями борзнянського краю, які проживають за межами Чернігівської області та України, а також зі славними земляками, родинами, що живуть тут нині і своєю працею та громадською діяльністю роблять сьогодні помітний внесок у розвиток історії і традицій рідного краю.
У Борзні діє також Народний історико-краєзнавчий музей (Борзна, вул. Радянська, 4) з широкою краєзнавчою експозицією. Музей 1922 року заснував художник і педагог Андронік Лазарчук. В музеї представлена багата колекція картин художника Миколи Ґе.

### Пам'ятники
Борзна

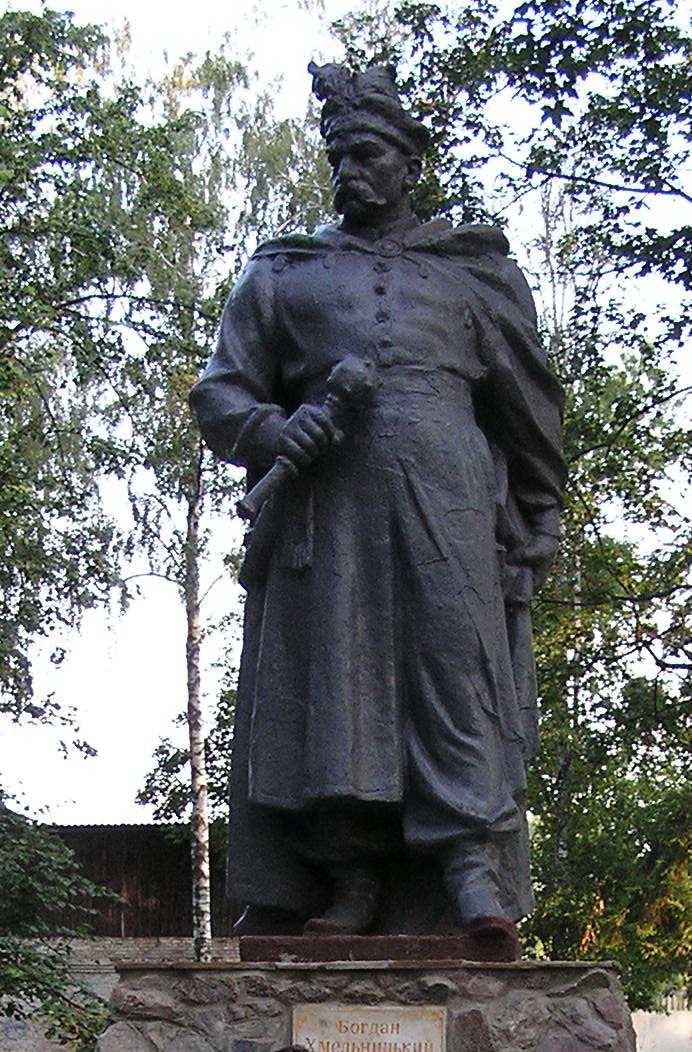
Пам'ятник гетьману Б. Хмельницькому. Борзна

Пам'ятник загиблим землякам. Плиски

- Монумент землякам, які загинули на фронтах Великої Вітчизняної війни;
- Пам'ятний знак загиблим землякам, що загинули, «виконуючи інтернаціональний обов'язок» в Афганістані;
- Пам'ятний знак героям-борзнянцям від вдячних нащадків;
- Пам'ятник засновнику української гетьманської держави гетьману Б. Хмельницькому;
- Монумент — братська могила захисників Борзни;
- Пам'ятник Т. Г. Шевченку і пам'ятний знак в пам'ять про перебування поета в місті.

Високе
- Пам'ятник радянським воїнам, які загинули в 1943 році, визволяючи Борзнянщину.

Комарівка
- Пам'ятник — братська могила радянських воїнів, які загинули в 1943 році, визволяючи Борзнянщину. Серед них Герой Радянського Союзу гвардії капітан Ксенофонт Максін.

Красносільське
- Пам'ятний знак землякам, які загинули на фронтах Великої Вітчизняної війни;
- Бюст Героя Радянського Союзу Івана Михайловича Красносільського.

Крути
- 2006 року поряд із залізничною станцією відкрили меморіал пам'яті Героїв Крут — 300 юнаків, які загинули 29 січня 1918 року, захищаючи Україну від більшовицького війська.

Нові Млини
- Пам'ятник — братська могила радянських воїнів, які загинули в 1943 році, визволяючи Борзнянщину. Серед них Герой Радянського Союзу старший лейтенант Павло Ярцев.

Оленівка
- Пам'ятники на могилах Пантелеймона Куліша, Олександри Білозерської-Куліш, Василя Білозерського.

Плиски
- Монумент землякам, які загинули на фронтах Великої Вітчизняної війни.

Шаповалівка
- Пам'ятний знак борзнянцям, розстріляним фашистськими загарбниками 18 січня 1942 року.

Ядути
- Бронзове погруддя земляка — Героя Радянського Союзу Феодосія Родіоновича Горбача.

## Персоналії
В Борзні народилися один з ватажків національно-визвольної боротьби українського народу проти польської шляхти на Правобережній Україні в кінці XVII-го на початку XVIII століть полковник білоцерківський (фастівський) Семен Палій (бл. 1640-х — 1710) (див. також Повстанні Палія), наказний гетьман України (1722–1724) по смерті Івана Скоропадського, чернігівський полковник Павло Полуботок, відомий тим, що виступав проти знищення залишків українського суверенітету та за обмеження царського впливу в Україні і за наказом Петра І був загноблений у Петропавловській фортеці.
На хуторі під Борзною в 1770 році народився і там само похований (1854 р.) герой франко-російської війни 1812 року генерал-майор Андрій Глєбов.
На хуторі Кукуріківщина (тепер Забілівщина) народився і там само провів останні роки життя український поет-романтик, близький друг Тараса Шевченка Віктор Забіла. Тут же, на хуторі Мотронівка, провів останні роки життя інший друг Шевченка — письменник, поет, драматург Пантелеймон Куліш і його дружина, письменниця Олександра Білозерська (Ганна Барвінок) (Тарас Шевченко був боярином на їх весіллі в 1847 році). 2009 року до 190-річчя з дня народження Пантелеймона Куліша в Мотронівці відкрився історико-меморіальний комплекс «Ганнина пустинь» (до відкриття якого доклав зусиль інший відомий уродженець Борзни Народний депутат України I–IV скликань, Герой України Іван Степанович Плющ).
У Борзні народилися:
- історик, публіцист, державознавець, перекладач Михайло Антоновський (1759–1816),
- натурфілософ, професор фізіології Данило Велланський (1774–1847),
- українська педагог, організатор народної освіти Христина Алчевська (1841–1920).

На Борзнянщині бували, жили і творили Тарас Шевченко, Марко Вовчок, Любов Яновська, художник Микола Ґе та інші діячі української культури.
У Борзні народився, жив і працював український митець-декоратор, народний художник України Олександр Ферапонтович Саєнко. Нині в садибі, де жив митець, діє музей.
Уродженцями борзнянського краю були
- ботанік, фізіолог рослин, академік АН УРСР, професор Вотчал Євген Пилипович (1864–1937),
- мовознавці, поети Гладкий Микола Дмитрович (1885–1942) і Олійник Анатоль Андрійович (1902–1936),
- митці —
  - скульптор, народний художник УРСР, лауреат Державної премії ім. Т. Г. Шевченка Фрадкін Мойсей Залманович (1904–1974),
  - живописець, народний художник УРСР, член-кореспондент Академії Мистецтв СРСР Костецький Володимир Миколайович (1905–1968),
  - графік і медальєр заслужений художник УРСР Хотінок Ісак Павлович (1908–1980),
  - скульптор, народний художник УРСР Кальченко Галина Никифорівна (1926–1975).

Пам'ятний знак героям борзнянцям від вдячних нащадків

На фронтах Другої світової війни брали участь уродженці борзнянщини — Герої Радянського Союзу
- Бараненко Володимир Якович (1923–1975),
- Горбач Феодосій Родіонович (1912–1945),
- Іллюшко Павло Іванович (1914–1996),
- Красносільський Іван Михайлович (1913–1941),
- Лещенко В'ячеслав Сергійович (1916–1978),
- Нетреба Василь Гаврилович (1903–1975),
- Покидько Василь Маркович (1919–1991),
- Харченко Іван Устинович (1918–1989),
- та повний кавалер (Ордена Слави)
- Яременко Ілля Петрович (1925–1967).

У Борзні жив і навчався Герой Радянського Союзу, льотчик-космонавт Володимир Георгійович Титов.
Серед видатних людей минувшини, які не були уродженцями, але жили і творили на Борзнянщині, варто згадати подружжя педагогів, етнографів, фольклористів і громадських діячів Олександра і Софію Русових (жили на хуторі біля Борзни в 1878–1880 роках). Тривалий час на Борзнянщині жив і творив білоруський поет, один із засновників нової білоруської літератури Францішек Богушевич.
З 1915 року до останніх днів життя в Борзні жив і працював художник і педагог, майстер побутових картин, пейзажів та портретів Лазарчук Андроник Григорович. 1919 року він очолив художні курси, а у 1922 році став ініціатором заснування Борзнянського краєзнавчого музею, де зібрав твори Миколи Ґе. Завідував музеєм у 1922–1925 рр. Помер у Борзні 6 вересня 1934 року, похований на міському цвинтарі.